# Liste des records individuels de la NFL
Voici une liste de certains des records d'actualité les plus significatifs de la National Football League (NFL). Ces records n'enregistrent que les performances réalisées durant la saison régulière et non durant les playoffs.

## Longévité
- Plus grand nombre de saisons jouées : 26 par George Blanda (1949-58, 1960-75)
- Plus grand nombre de saisons avec la même équipe : 20 par Jackie Slater (Rams de Los Angeles, 1976-1995), Darrell Green (Redskins de Washington, 1983-2002)
- Plus grand nombre de matchs joués en carrière : 382 par Morten Andersen (1982-2007)
- Plus grand nombre de matchs joués consécutivement : 352 par Jeff Feagles (1988-2009)

## Points marqués
- Plus grand nombre de saisons en tant que meilleur marqueur : 5 par Don Hutson (1940-1944) et Gino Cappelletti (1961, 1963-1966)
- Plus grand nombre de points marqués :
  - En carrière : 2 673 par Adam Vinatieri (1996-2019)[1]
  - En une saison : 186 par LaDainian Tomlinson (2006)
  - En une saison sans marquer de touchdown :  166 par David Akers (2011)[2]
  - En une saison de rookie : 150 par Cody Parkey (2014)[2]
  - En un match : 40 par Ernie Nevers (28 novembre 1929)[2]
  - En un match sans marquer de touchdown : 26, Rob Bironas (21 octobre 2007)[3]
- Plus grand nombre de saisons à plus de 100 points marqués : 21, Adam Vinatieri (1996–2008, 2010, 2012–2018)[2],[4]
- Plus grand nombre de matchs en marquant au moins une fois : 360 par Morten Andersen (1983–2004, 2006–2007)[2]

### Touchdowns[2]
- Plus grand nombre de saisons en tant que meilleur marqueur de touchdowns : 8 par Don Hutson (1935-1938, 1941-1944)
- Plus grand nombre de saisons consécutives en tant que meilleur marqueur de touchdowns : 4 par Don Hutson (1941-1944)
- Plus grand nombre de touchdowns :
  - En carrière : 208 par Jerry Rice (1985-2004)
  - En une saison : 31 par LaDainian Tomlinson (2006)
  - En une saison de rookie : 22 par Gale Sayers (1965)
  - En un match : 6 par Ernie Nevers (28 novembre 1929), Dub Jones (25 novembre 1951), Gale Sayers (12 décembre 1965), Alvin Kamara (25 décembre 2020)
- Plus grand nombre de matchs consécutifs en marquant au moins un touchdown : 18 par LaDainian Tomlinson (2004–2005) et Lenny Moore (1963–1965)

### Conversions de touchdowns
- Plus grand nombre de saisons en tant que meilleur réalisateur de la ligue : 8 par George Blanda (1956, 1961, 1962, 1967-1969, 1972, 1974)
- Plus grand nombre de conversions à un point (au pied) tentées :
  - En carrière : 959 par George Blanda (1949-1975)
  - En une saison : 75 par Matt Prater (2013)
  - En une saison par un rookie : 60, Doug Brien (1994)[5]
  - En un match : 10 par Charlie Gogolak (27 novembre 1966)
- Plus grand nombre de conversions à un point (au pied) réussies :
  - En carrière : 943 par George Blanda (1949-1975)
  - En une saison : 75 par Matt Prater (2013)
  - En une saison par un rookie : 54, Cody Parkey (2014)[6]
  - En un match : 9 par Pat Harder (17 octobre 1948), Bob Waterfield (22 octobre 1950), Charlie Gogolak (27 novembre 1966)
- Plus grand nombre de conversions consécutives réussies : 478 par Stephen Gostkowski (2003-2013)[2]
- Plus grand nombre de conversions consécutives réussies, playoffs inclus : 523 par Stephen Gostkowski (31 décembre 2006 au 15 janvier 2016)[7]
- Plus grand nombre de conversions à un point (au pied) réussies en une saison sans échec : 64 par Jeff Wilkins (1999)
- Plus grand nombre de conversions à un point (au pied) réussies en un match sans échec : 9 par Pat Harder (17 octobre 1948), Bob Waterfield (22 octobre 1950)
- Meilleur pourcentage de réussite sur les conversions à un point (au pied) en carrière (minimum 200 conversions) : 99,8 % par Rian Lindell (432/433) (2000–2013)[2]
- Plus grand nombre de conversions à deux points (à la passe ou à la course):
  - En carrière : 7 par Marshall Faulk (1994-2005)
  - En une saison : 4 par Todd Heap (2003)
  - En un match : 2 par 13 joueurs

### Field Goals
- Plus grand nombre de saisons en tant que meilleur réalisateur de la ligue : 5 par Lou Groza (1950, 1952-1954, 1957)
- Plus grand nombre de saisons consécutives en tant que meilleur réalisateur de la ligue : 3 par Lou Groza (1952-1954)
- Plus grand nombre de field goals tentés :
  - En carrière : 681 par Morten Andersen
  - En une saison : 49 par Bruce Gossett (1966), Curt Knight (1971)
  - En un match : 9 par Jim Bakken (24 septembre 1967)
- Plus grand nombre de field goals réussis :
  - En carrière : 566 par Adam Vinatieri (série en cours)
  - En une saison : 44 par David Akers (49ers) (2005)
  - En une saison de rookie : 35 par Ali Haji-Sheikh (1983)
  - En un match : 8 par Rob Bironas (Titans) (21 octobre 2007)
- Plus grand nombre de matchs consécutifs en marquant au moins un field goal : 38 par Matt Stover (1999–2001)
- Plus grand nombre de field goals consécutifs réussis : 44 par Adam Vinatieri (2015-2016)
- Plus long field goal tenté : 76 yards par Sebastian Janikowski (Raiders) (28 septembre 2008)
- Plus long field goal réussi : 66 yards par Justin Tucker (26 septembre 2021)
- Meilleur pourcentage de réussite :
  - En carrière (minimum 100 field goals) : 89,87 % par Justin Tucker (mis à jour le 29 octobre 2018)
  - En une saison : 100 % par Tony Zendejas (1991), Gary Anderson (1998), Jeff Wilkins (2000), Mike Vanderjagt (2003)
- Plus grand nombre de field goals de 50 yards ou plus :
  - En carrière : 40 par Morten Andersen
  - En une saison : 10 par Blair Walsh (2012)
  - En un match : 3 par Morten Andersen (10 décembre 1995), Neil Rackers (Cardinals) (24 octobre 2004)

### Safeties
- Plus grand nombre de safeties provoqués :
  - En carrière : 4 par Ted Hendricks (1969-1983), Doug English (1975-1985)
  - En un match : 2 par Fred Dryer (21 octobre 1973)

## Attaque

### Jeu de passe

#### Évaluation
- Plus grand nombre de saisons en tant que meilleur quarterback à l'évaluation : 6 par Sammy Baugh (1937, 1940, 1943, 1945, 1947, 1949), Steve Young (1991-1994, 1996-1997)
- Plus grand nombre de saisons consécutives en tant que meilleur quarterback à l'évaluation : 4 par Steve Young (1991-1994)
- Meilleure évaluation :
  - En carrière (minimum 1 500 lancers): 103.6 par Aaron Rodgers (2005-En cours)
  - Sur une saison : 122.5 par Aaron Rodgers, Green Bay Packers (2011)
  - Sur une saison en tant que rookie : 104.9 par Dak Prescott, Cowboys de Dallas (2016)

#### Touchdowns marqués à la passe
- Plus grand nombre de saisons en tant que leader au niveau des touchdowns lancés : 4 par Johnny Unitas (1957-1960), Len Dawson (1962-1963, 1965-1966), Steve Young (1992-1994, 1998), Brett Favre (1995-1997, 2003)
- Plus grand nombre de saisons consécutives en tant que leader au niveau des touchdowns lancés : 4 par Johnny Unitas (1957-1960)
- Plus grand nombre de passes de touchdown :
  - En carrière : 591 par Tom Brady, Buccaneers de Tampa Bay ;
  - En une saison : 55 par Peyton Manning, Broncos de Denver (2013)
  - En une saison en tant que rookie : 31 par Justin Herbert, Chargers de Los Angeles  (2020)
  - En un match : 7 par Sid Luckman (14 novembre 1943), Adrian Burk (17 octobre 1954), George Blanda (19 novembre 1961), Y.A. Tittle (28 octobre 1962), Joe Kapp (28 septembre 1969), Peyton Manning (5 septembre 2013), Nick Foles (3 novembre 2013), Drew Brees (1er novembre 2015).
- Plus grand nombre de matchs à 4 touchdowns lancés ou plus :
  - En carrière : 31 par Peyton Manning (1998-2013)
  - En une saison : 9 par Peyton Manning (2013)
- Plus grand nombre de matchs consécutifs à 4 touchdowns lancés ou plus : 5 par Peyton Manning (2004)
- Plus grand nombre de matchs consécutifs avec au moins une passe de touchdown lancée : 54 par Drew Brees (2009-2012)

#### Passes tentées et complétées
- Plus grand nombre de saisons en tant que leader au niveau des passes tentées : 6 par Dan Marino (1984-1986, 1988, 1992, 1997), Drew Brees (2007,2008,2011,2014,2016,2017)
- Plus grand nombre de saisons consécutives en tant que leader au niveau des passes tentées : 3 par Johnny Unitas (1959-1961), George Blanda (1963-1965), Drew Bledsoe (1994-1996)
- Plus grand nombre de passes tentées :
  - En carrière : 10 169 par Brett Favre (1992-2010)
  - En une saison : 733 par Tom Brady (2022)
  - En une saison en tant que rookie : 627 par Andrew Luck (2012)
  - En un match : 70 par Drew Bledsoe (13 novembre 1994)
- Plus grand nombre de saisons en tant que leader au niveau des passes complétées : 6 par Dan Marino (1984-1986, 1988, 1992, 1997)
- Plus grand nombre de saisons consécutives en tant que leader au niveau des passes complétées : 3 par George Blanda (1963-1965), Dan Marino (1984-1986)
- Plus grand nombre de passes complétées :
  - En carrière : 6 300 par Brett Favre (1992-2010)
  - En une saison : 490 par Tom Brady (2022)
  - En une saison en tant que rookie : 379 par Carson Wentz (Eagles) (2016)
  - En un match : 45 par Drew Bledsoe (13 novembre 1994)
- Plus grand nombre de passes consécutives complétées : 24 par Donovan McNabb (28 novembre 2004 et 5 décembre 2004)
- Plus grand nombre de passes consécutives complétées sur un seul match : 22 par Mark Brunell (24 septembre 2006), David Carr (19 novembre 2006)
- Plus grand nombre de saisons en tant que leader au niveau du pourcentage de passes complétées : 8 par Len Dawson (1962, 1964-1969, 1975)
- Plus grand nombre de saisons consécutives en tant que leader au niveau du pourcentage de passes complétées : 6 par Len Dawson (1964-1969)
- Meilleur pourcentage de passes complétées :
  - En carrière (minimum 1 500 lancers) : 67,17 % par Drew Brees (2001-2018)
  - En une saison : 71,2 % par Drew Brees (Saints de La Nouvelle-Orléans) (2011)
  - En une saison en tant que rookie : 67.76 % par Dak Prescott (Cowboys de Dallas) (2016)
  - En un match (minimum 20 lancers) : 92,31 % par Kurt Warner (20 septembre 2009)

#### Yards gagnés à la passe
- Plus grand nombre de saisons en tant leader au niveau des yards gagnés : 7 par Drew Brees (2006, 2008, 2011, 2012, 2014-2016)
- Plus grand nombre de saisons consécutives en tant leader au niveau des yards gagnés : 4 par Dan Fouts (1979-1982)
- Plus grand nombre de yards gagnés :
  - En carrière : 80 560 par Tom Brady (2000-) (en cours)
  - En une saison : 5 477 par Peyton Manning (Broncos de Denver) (2013)
  - En une saison en tant que rookie : 4 374 par Andrew Luck, Colts d'Indianapolis (2012)
  - En un match : 554 par Norm Van Brocklin (28 septembre 1951)
  - En un match en tant que rookie : 433 par Andrew Luck, Colts d'Indianapolis (2012)
- Plus grand nombre de saisons à plus de 3 000 yards lancés : 18 par Brett Favre (1992-2010)
- Plus grand nombre de saisons à plus de 4 000 yards lancés : 13 par Peyton Manning (1999-2013)
- Plus grand nombre de saisons consécutives à plus de 3 000 yards lancés : 19 par Brett Favre (1992-2009)
- Plus grand nombre de saisons consécutives à plus de 4 000 yards lancés : 12 par Drew Brees (2006-2017)
- Plus grand nombre de saisons consécutives à plus de 5 000 yards lancés : 3 par Drew Brees (2011-2013)
- Plus grand nombre de matchs à plus de 400 yards lancés :
  - En carrière : 14 par Dan Marino (1983-1999)
  - En une saison : 4 par Dan Marino (1984) et Peyton Manning (2013)
- Plus grand nombre de matchs consécutifs à plus de 400 yards lancés : 2 par Dan Fouts (1982), Dan Marino (1984), Phil Simms(1985), Billy Volek (2004), Matt Cassel (2008)
- Plus grand nombre de matchs à plus de 300 yards lancés :
  - En carrière : 61 par Dan Marino (1983-1999)
  - En une saison : 13 par Drew Brees (2011)
- Plus grand nombre de matchs consécutifs à plus de 300 yards lancés : 6 par Steve Young (1998), Kurt Warner (2000), Rich Gannon (Raiders d'Oakland, 2002)
- Plus longue passe complétée : 99 yards par 8 joueurs
- Plus grand nombre de saisons en tant que leader au nombre de yards gagnés par lancer : 7 par Sid Luckman (1939-1943, 1946-1947)
- Plus grand nombre de saisons consécutives en tant que leader au nombre de yards gagnés par lancer : 5 par Sid Luckman (1939-1943)
- Meilleure moyenne de yards par lancer :
  - En carrière (minimum 1 500 lancers) : 8,63 par Otto Graham (1950-1955)
  - En une saison : 11,17 par Tommy O'Connell (1957)
  - En une saison en tant que rookie : 9,41 par Greg Cook (1969)
  - En un match (minimum 20 lancers), 18,58 par Sammy Baugh (31 octobre 1948)
- Plus grand nombre de passes consécutives tentées sans interception : 319 par Tom Brady (2009-2010)
- Plus grand nombre de passes interceptées :
  - En carrière : 310 par Brett Favre (1991-2008)
  - En une saison : 42 par George Blanda (1962)
  - En un match : 8 par Jim Hardy (en). (24 septembre 1950)
- Plus grand nombre de lancers sans interception en un match : 70 par Drew Bledsoe (13 novembre 1994)
- Plus grand nombre de saisons en tant que leader du plus faible pourcentage de passes interceptées : 5 par Sammy Baugh (1940, 1942, 1944, 1945, 1947)
- Plus faible pourcentage de passes interceptées :
  - En carrière (minimum 1 500 lancers) : 2,11 % par Neil O'Donnell (1991-2003)
  - En une saison : 0,66 % par Joe Ferguson (1976)
  - En une saison en tant que rookie : 1,98 % par Charlie Batch (1998)
- Plus grand nombre sacks encaissés :
  - En carrière : 516 par John Elway (1983-1998)
  - En une saison : 76 par David Carr (2002)
  - En un match : 12 par Bert Jones (26 octobre 1980); Warren Moon (29 septembre 1985)

### Jeu de course

#### Touchdowns marqués à la course
- Plus grand nombre de saisons en tant que meilleur marqueur de touchdowns à la course : 5 par Jim Brown
- Plus grand nombre de saisons consécutives en tant que meilleur marqueur de touchdowns à la course : 3 par Steve Van Buren, Jim Brown, Abner Haynes, Cookie Gilchrist, Leroy Kelly
- Plus grand nombre de touchdowns marqués :
  - En carrière : 164 par Emmitt Smith
  - En une saison : 28 par LaDainian Tomlinson (Chargers de Los Angeles) (2006)
  - En une saison en tant que rookie : 18 par Eric Dickerson (Rams de Los Angeles) (1983)
  - En une saison en tant que quarterback : 14 par Cam Newton, Panthers de la Caroline (2011)
  - En un match : 6 par Ernie Nevers (28 novembre 1929) & Alvin Kamara (25 décembre 2020)
- Plus grand nombre de matchs consécutifs avec au moins un touchdown marqué : 18 par LaDainian Tomlinson (2004-2005)

#### Nombre de tentatives
- Plus grand nombre de saisons en tant que leader au niveau des tentatives : 6 par Jim Brown (1958-59, 1961, 1963-65)
- Plus grand nombre de saisons consécutives en tant que leader au niveau des tentatives : 4 par Steve Van Buren (1947-1950); Walter Payton (1976-79)
- Plus grand nombre de tentatives :
  - En carrière : 4 409 par Emmitt Smith
  - En une saison : 416 par Larry Johnson (Chiefs de Kansas City) (2006)
  - En une saison en tant que rookie : 390 par Eric Dickerson (Rams de Los Angeles) (1983)
  - En un match : 45 par Jamie Morris (17 décembre 1988)

#### Yards gagnés à la course
- Plus grand nombre de saisons en tant que leader au niveau des yards gagnés : 8 par Jim Brown (1957-1961, 1963-65)
- Plus grand nombre de saisons consécutives en tant que leader au niveau des yards gagnés : 5 par Jim Brown (1957-1961)
- Plus grand nombre de saisons à plus de 1 000 yards gagnés : 11 par Emmitt Smith (1991-2001)
- Plus grand nombre de saisons consécutives à plus de 1 000 yards gagnés : 11 par Emmitt Smith (1991-2001)
- Plus grand nombre de yards gagnés :
  - En carrière : 18 355 par Emmitt Smith
  - En une saison : 2 105 par Eric Dickerson (Rams de Los Angeles) (1984)
  - En une saison en tant que rookie : 1 808 par Eric Dickerson (Rams de Los Angeles) (1983)
  - En un match : 296 par Adrian Peterson (Vikings du Minnesota) (4 novembre 2007)
- Plus grand nombre de matchs à plus de 200 yards :
  - En carrière : 6 par O. J. Simpson
  - En une saison : 4 par Earl Campbell (1980)
- Plus grand nombre de matchs consécutifs à plus de 200 yards : 2 par O. J. Simpson (deux fois), Earl Campbell, Ricky Williams
- Plus grand nombre de matchs à plus de 100 yards :
  - En carrière : 78 par Emmitt Smith
  - En une saison : 14 par Barry Sanders (Lions de Détroit) (1997)
- Plus grand nombre de matchs consécutifs à plus de 100 yards : 14 par Barry Sanders (1997)
- Plus longue course à partir de la ligne de scrimmage : 99 yards par Tony Dorsett (3 janvier 1983)
- Meilleure moyenne de yards gagnés par course :
  - En carrière (minimum 750 courses) : 6,36 par Randall Cunningham
  - En une saison : 8,45 par Michael Vick (2006)
  - En un match (minimum 10 courses) : 17,30 par Michael Vick (1er décembre 2002)

### Réceptions

#### Touchdowns marqués en réception
- Plus grand nombre de saisons en tant que leader au niveau des touchdowns sur réception : 9 par Don Hutson (1935-1938, 1940-1944)
- Plus grand nombre de saisons consécutives en tant que leader au niveau des touchdowns sur réception : 5 par Don Hutson (1940-1944)
- Plus grand nombre de touchdowns :
  - En carrière : 194 par Jerry Rice (1985-2004)
  - En une saison : 23 par Randy Moss (2007)
  - En une saison en tant que rookie : 17 par Randy Moss (1998)
  - En un match : 5 par Bob Shaw (2 octobre 1950), Kellen Winslow (22 novembre 1981), Jerry Rice (14 octobre 1990)
- Plus grand nombre de matchs consécutifs avec au moins un touchdown inscrit : 13 par Jerry Rice (1986-1987)

#### Nombre de réceptions
- Plus grand nombre de saisons en tant que leader de la ligue au niveau des réceptions : 8 par Don Hutson (1936-1937, 1939, 1941-1945)
- Plus grand nombre de saisons consécutives en tant que leader de la ligue au niveau des réceptions : 5 par Don Hutson (1941-1945)
- Plus grand nombre de réceptions :
  - En carrière : 1 549 par Jerry Rice (1985-2004)
  - En une saison : 143 par Marvin Harrison (2002)
  - En une saison en tant que rookie : 101 par Anquan Boldin (2003)
  - En un match : 21 par Brandon Marshall (13 décembre 2009)
- Plus grand nombre de saisons à plus de 50 réceptions : 17 par Jerry Rice (1986-1996, 1998-2002)
- Plus grand nombre de saisons consécutives à plus de 100 réceptions : 4 par Marvin Harrison (1999-2002)
- Plus grand nombre de matchs consécutifs avec au moins une réception réussie : 274 par Jerry Rice

#### Yards gagnés en réception
- Plus grand nombre de saisons en tant que leader de la ligue au niveau des yards gagnés : 7 par Don Hutson (1936, 1938-1939, 1941-1944)
- Plus grand nombre de saisons consécutives en tant que leader de la ligue au niveau des yards gagnés : 4 par Don Hutson (1941-1944)
- Plus grand nombre de saisons à plus de 1 000 yards : 14 par Jerry Rice (1986-1996, 1998, 2001-2002)
- Plus grand nombre de yards gagnés :
  - En carrière : 22 466 par Jerry Rice (1985-2004)
  - En une saison : 1 964  par Calvin Johnson (2012)
  - En une saison en tant que rookie : 1 473 par Bill Groman (1960)
  - En un match : 336 par Willie Anderson (26 novembre 1989)
- Plus grand nombre de matchs à plus de 200 yards:
  - En carrière : 5 par Lance Alworth (1962-1972)
  - En une saison : 3 par Charley Hennigan (1961)
- Plus grand nombre de matchs à plus de 100 yards:
  - En carrière : 75 par Jerry Rice (1985-2004)
  - En une saison : 11 par Michael Irvin (1995)
- Plus grand nombre de matchs consécutifs à plus de 100 yards : 7 par Charley Hennigan (1961), Michael Irvin (1995)
- Plus longue réception : 99 yards par 10 joueurs
- Meilleure moyenne de yards par réception:
  - En carrière (minimum 200 réceptions) : 22.26 par Homer Jones (1964-1970)
  - En une saison (minimum 24 réceptions) : 32.58 par Don Currivan (1947)
  - En un match (minimum 3 réceptions) : 63.00 par Torry Holt (24 septembre 2000)

### Total de yards gagnés

#### À partir de la ligne de scrimmage (courses et passes)
- Plus grand nombre de saisons en tant que leader de la ligue : 4 par Jim Brown, Eric Dickerson (1983-1984, 1986, 1988), Thurman Thomas (1989-1992)
- Plus grand nombre de saisons consécutives en tant que leader de la ligue : 4 par Thurman Thomas (1989-1992)
- Plus grand nombre de saisons à plus de 2.000 yards : 4 par Eric Dickerson (1983-1984, 1986, 1988), Marshall Faulk (1998-2001)
- Plus grand nombre de saisons consécutives à plus de 2 000 yards : 4 par Marshall Faulk (1998-2001)
- Plus grand nombre de yards à partir de la ligne de scrimmage:
  - En carrière : 23 540 par Jerry Rice (1985-2004)
  - En une saison : 2 509 par Chris Johnson (2010)
  - En une saison en tant que rookie : 2 212 par Eric Dickerson (1983)
  - En un match : 336 par Willie Anderson (1989)

#### Total (courses, passes et retours de coups de pied)
- Plus grand nombre de saison en tant que leader de la ligue : 5 par Jim Brown (1958-1961, 1964)
- Plus grand nombre de saisons consécutives en tant que leader de la ligue : 4 par Jim Brown (1958-1961)
- Plus grand nombre de tentatives :
  - En carrière : 4 655 par Emmitt Smith (1990-2004)
  - En une saison : 496 par James Wilder (1984)
  - En une saison en tant que rookie : 442 par Eric Dickerson (1983)
  - En un match : 48 par James Wilder (30 octobre 1983), LaDainian Tomlinson (1er décembre 2002)
- Plus grand nombre de yards gagnés :
  - En carrière : 23 546 par Jerry Rice (1985-2004)
  - En une saison : 2 690 par Derrick Mason (2000)
  - En une saison en tant que rookie : 2 317 par Tim Brown (1988)
  - En un match : 404 par Glyn Milburn (10 décembre 1995)

## Défense

### Interceptions
- Plus grand nombre de saisons en tant que meilleur intercepteur : 3 par Everson Walls (1981-1982, 1985)
- Plus grand nombre d'interceptions:
  - En carrière : 81 par Paul Krause (1964-1979)
  - En une saison : 14 par Dick Lane (1952)
  - En une saison en tant que rookie : 14 par Dick Lane (1952)
  - En un match, 4 par de nombreux joueurs
- Plus grand nombre de matchs consécutifs en interceptant au moins un ballon : 8 par Tom Morrow (1962-1963)
- Plus grand nombre de saisons en tant que leader de la ligue au niveau des yards gagnés grâce aux interceptions : 2 par Dick Lane (1952, 1954), Herb Adderley (1965,1969), Dick Anderson (1968, 1970), Darren Sharper (2002, 2005)
- Plus grand nombre de yards gagnés grâce aux interceptions :
  - En carrière : 1 497 par Ed Reed (2002-2013)
  - En une saison : 376 par Darren Sharper (2009)
  - En une saison en tant que rookie : 301 par Don Doll (1949)
  - En un match : 177 par Charlie McNeil (24 septembre 1961)
- Plus long retour d'interception : 108 par Ed Reed (20 novembre 2008)
- Plus grand nombre d'interceptions retournées en touchdowns :
  - En carrière : 12 par Rod Woodson (1987-2003)
  - En une saison : 4 par Ken Houston (1971), Jim Kearney (1972), Eric Allen (1993)
  - En un match : 2 par de nombreux joueurs
  - En une saison en tant que rookie : 3 par Lem Barney (1967), Ronnie Lott (1981)

### Sacks
Premiers records enregistrés en 1982
- Plus grand nombre de saisons en tant que meilleur réalisateur de sacks : 2 par Mark Gastineau (1983-1984), Reggie White (1987-1988), Kevin Greene (1994, 1996), Michael Strahan (2001, 2003)
- Plus grand nombre de sacks :
  - En carrière : 200 par Bruce Smith (1985-2003)
  - En une saison : 22,5 par Michael Strahan (2001) et T. J. Watt (2021)
  - En une saison en tant que rookie : 14,5 par Jevon Kearse (1999)
  - En un match : 7 par Derrick Thomas (11 novembre 1990)
- Plus grand nombre de saisons à plus de 10 sacks : 13 par Bruce Smith (1986-1990, 1992-1998, 2000)
- Plus grand nombre de saisons consécutives à plus de 10 sacks : 9 par Reggie White (1985-1993)
- Plus grand nombre de matchs consécutifs avec au moins un sack réalisé : 10 par Simon Fletcher (1992-1993)
- Plus grand nombre de sacks par match en une saison : 1,75 par Reggie White (1987)

### Fumbles
- Plus grand nombre de fumbles :
  - En carrière : 161 par Warren Moon (1984-2000)
  - En une saison : 23 par Kerry Collins (2001), Daunte Culpepper (2002)
  - En un match : 7 par Len Dawson (15 novembre 1964)
- Plus grand nombre de fumbles récupérés :
  - En carrière, tous fumbles confondus : 56 par Warren Moon (1984-2000)
- En une saison, tous fumbles confondus : 12 par David Carr (2002)
- En un match, tous fumbles confondus : 4 par Otto Graham (25 octobre 1953), Sam Etcheverry (17 septembre 1961), Roman Gabriel (12 octobre 1969), Joe Ferguson (18 septembre 1977), Randall Cunningham (30 novembre 1986)
- Plus grand nombre de propres fumbles récupérés :
  - En carrière : 56 par Warren Moon (1984-2000)
  - En une saison : 12 par David Carr (2002)
  - En un match : 4 par Otto Graham (25 octobre 1953), Sam Etcheverry (17 septembre 1961), Roman Gabriel (12 octobre 1969), Joe Ferguson (18 septembre 1977), Randall Cunningham (30 novembre 1986)
- Plus grand nombre de fumbles adverses récupérés :
  - En carrière : 29 par Jim Marshall (1960-1979)
  - En une saison : 9 par Don Hultz (1963)
  - En un match : 3 par de nombreux joueurs
- Plus long retour de fumble : 104 yards par Jack Tatum (24 septembre 1972), Aeneas Williams (5 novembre 2000)
- Plus grand nombre total de fumbles retournés pour un touchdown :
  - En carrière : 5 par Jessie Tuggle (1987-2000), Jason Taylor (1997-2006)
  - En une saison : 2 par de nombreux joueurs
- Plus grand nombre de propres fumbles retournés pour un touchdown :
  - En carrière : 2 de nombreux joueurs
  - En une saison : 2 par Ahmad Rashad (1974), Del Rodgers (1982)
- Plus grand nombre de fumbles adverses retournés pour un touchdown :
  - En carrière : 5 par Jessie Tuggle (1987-2000), Jason Taylor (1997-2006)
  - En une saison : 2 par de nombreux joueurs
  - En un match : 2 par Fred (Dippy) Evans (28 novembre 1948)
- Plus grand nombre de fumbles provoqués en carrière : 45 par Derrick Thomas (1989-1999)

## Unités spéciales

### Retours de coups de pied de dégagement
- Plus grand nombre de saisons en tant que leader de la ligue au nombre de retours effectués : 3 par Speedy Duncan (1965-1966, 1971), Rick Upchurch (1976, 1978, 1982)
- Plus grand nombre de retours de coup de pied de dégagement effectués :
  - En carrière : 463 par Brian Mitchell (1990-2003)
  - En une saison : 70 par Danny Reece (1970)
  - En une saison en tant que rookie : 57 par Lew Barnes (1986)
  - En un match : 11 par Eddie Brown (9 octobre 1977)
- Plus grand nombre d'arrêts de volée (fair catches) :
  - En carrière : 231 par Brian Mitchell (1990-2003)
  - En une saison : 33 par Brian Mitchell (2000)
  - En un match : 7 par Lem Barney (21 novembre 1976), Bobby Morse (27 décembre 1987)
- Plus grand nombre de saisons en tant que leader au niveau des yards relancés : 3 par Alvin Haymond (1965-1966, 1969)
- Plus grand nombre de yards relancés:
  - En carrière : 4 999 par Brian Mitchell (1990-2003)
  - En une saison : 875 par Desmond Howard (1996)
  - En une saison en tant que rookie : 656 par Louis Lipps (1984)
  - En un match : 207 par LeRoy Irvin (11 octobre 1981)
- Plus longue relance de coup de pied de dégagement : 103 yards par Robert Bailey (23 octobre 1994)
- Meilleure moyenne de yards par relance :
  - En carrière (minimum 75 retours) : 12,78 par George McAfee (1940-1950)
  - En une saison : 23,0 par Herb Rich (1950)
  - En une saison en tant que rookie : 23,0 par Herb Rich (1950)
  - En un match (minimum 3 retours) : 51,00 par Steve Smith (8 décembre 2002)
- Plus grand nombre de touchdowns sur retour de coup de pied de dégagement:
  - En carrière : 10 par Eric Metcalf (1989-2002)
  - En une saison : 4 par Jack Christiansen (1951), Rick Upchurch (1976)
  - En une saison en tant que rookie : 4 par Jack Christiansen (1951)
  - En un match : 2 par de nombreux joueurs

### Retours de coups de pied d'engagement
- Plus grand nombre de saisons en tant que leader de la ligue au nombre retours effectués : 3 par Abe Woodson (1959, 1962-1963)
- Plus grand nombre de retours de coup de pied d'engagement effectués :
  - En carrière : 607 par Brian Mitchell (1990-2003)
  - En une saison : 82 par MarTay Jenkins (2000)
  - En une saison en tant que rookie : 73 par Josh Scobey (2003), Chris Carr (2005)
  - En un match : 10 par Desmond Howard (26 octobre 1997), Richard Alston (28 novembre 2004)
- Plus grand nombre de saisons en tant que leader de la ligue au niveau des yards relancés : 3 par Bruce Harper (1977-1979), Tyrone Hughes (1994-1996)
- Plus grand nombre de yards relancés :
  - En carrière : 14 014 par Brian Mitchell (1990-2003)
  - En une saison : 2 186 par MarTay Jenkins (2000)
  - En une saison en tant que rookie : 1 752 par Chris Carr (2005)
  - En un match : 304 par Tyrone Hughes (23 octobre 1994)
- Plus long retour de coup de pied d'engagement : 109 yards par Jacoby Jones (2013)
- Meilleure moyenne de yards par relance :
  - En carrière (minimum 75 retours) : 30,56 par Gale Sayers (1965-1971)
  - En une saison : 41,06 par Travis Williams (1967)
  - En une saison en tant que rookie : 41,06 par Travis Williams (1967)
  - En un match (minimum 3 retours) : 73,50 par Wallace Triplett (29 octobre 1950)
- Plus grand nombre de touchdowns sur relance :
  - En carrière : 12 par Dante Hall (2000-2006)
  - En une saison : 8 par Josh Cribbs (2009)
  - En une saison en tant que rookie : 6 par Devin Hester (2006)
  - En un match : 2 par Timmy Brown (6 novembre 1966), Travis Williams (12 novembre 1967), Ron Brown (24 novembre 1985), Tyrone Hughes (23 octobre 1994), Chad Morton (8 septembre 2002), Devin Hester (11 décembre 2006), Ted Ginn Jr (1er novembre 2009, Josh Cribbs (20 décembre 2009).

### Retours combinés (engagement et dégagement)
- Plus grand nombre de retours effectués :
  - En carrière : 1 070 par Brian Mitchell (1990-2003
  - En une saison : 114 par Michael Lewis (2002), B.J. Sams (2004)
  - En un match : 13 par Stump Mitchell (18 octobre 1981), Ronnie Harris (5 décembre 1993)
- Plus grand nombre de yards retournés :
  - En carrière : 19 013 par Brian Mitchell (1990-2003)
  - En une saison : 2 432 par Michael Lewis (2002)
  - En un match : 347 par Tyrone Hughes (23 octobre 1994)
- Plus grand nombre de touchdowns marqués sur relance :
  - En carrière : 19 (14 punt, 5 kickoff), par Devin Hester (2006–2014) par Brian Mitchell (1990-2003)
  - En une saison : 6 (4 punt, 2 kickoff), Devin Hester (2007)
  - En un match : 2, 39 fois par 33 joueurs, le plus récent étant Jeremy Ross (en) le 8 décembre 2013 (1 punt, 1 kickoff)
- Plus grand nombre de matchs consécutifs en marquant au moins un touchdown sur relance : 4 par Dante Hall (2003)

### Dégagement
- Plus grand nombre de saisons en tant que leader de la ligue au nombre de dégagements effectués : 4 par Sammy Baugh (1940-1943), Jerrel Wilson (1965, 1968, 1972-1973)
- Plus grand nombre de saisons consécutives en tant que leader de la ligue au nombre de dégagements effectués : 4 par Sammy Baugh (1940-1943)
- Plus grand nombre de coups de pied de dégagement effectués :
  - En carrière : 1 713 par Jeff Feagles (1988-2009)
  - En une saison : 114 par Bob Parsons (1981), Chad Stanley (2002)
  - En une saison en tant que rookie : 111 par Brad Maynard (1997)
  - En un match : 16 par Leo Araguz (11 octobre 1998)
- Plus grand nombre de yards dégagés en carrière : 71 211 par Jeff Feagles (1988-2009)
- Plus long dégagement : 98 yards par Steve O'Neal (21 septembre 1969)
- Meilleure moyenne de yards par dégagement :
  - En carrière (minimum 250 dégagements) : 46,10 par Shane Lechler (2000-2006 ; série en cours)
  - En une saison : 51,40 par Sammy Baugh (1940)
  - En une saison en tant que rookie : 45,92 par Frank Sinkwich (1943)
  - En un match (minimum 4 dégagements) : 61,75 par Bob Cifers (24 novembre 1946)
- Plus grand nombre de dégagements consécutifs non contrés : 1 177 par Chris Gardocki (1992-2006)
- Plus grand nombre de dégagements contrés :
  - En carrière : 14 par Herman Weaver (1970-1993), Harry Newsome (1985-1993)
  - En une saison : 6 par Harry Newsome (1988)
- Plus grand nombre de dégagements parvenant dans la zone rouge :
  - En carrière : 497 par Jeff Feagles (1988-2009)
  - En une saison : 39 par Kyle Richardson (1999)
  - En un match : 8 par Mark Royals (6 novembre 1994), Bryan Barker (14 novembre 1999)

### Divers
- Plus long retour de field goal marqué (et plus long touchdown de l'histoire) : 109 yards par Antonio Cromartie (4 novembre 2007)
- Plus grand nombre de matchs gagnés en carrière : 201 par Tom Brady (2000-2001 ; série en cours)